# Trofeo Gol Televisión
El Trofeo Gol Televisión, o Trofeo Gol TV, es un trofeo individual de fútbol que entrega el canal privado de la TDT Gol Televisión al máximo goleador de cada mes de Primera División de la Liga española de fútbol.

## Vencedores y criterios de desempate
Gana el premio el jugador de Primera División que más goles marque a lo largo de cada mes de la competición. 
En el caso de que dos o más jugadores acaben el mes con el mismo número de goles, se aplica el primer criterio de desempate, calculando el promedio goleador según los minutos jugados. 
Si tras aplicar el primer criterio dos o más jugadores siguen empatados, se descuentan los goles de penalti de su cifra de goles mensual. 
La lista de goleadores se ordena según los criterios de las actas oficiales de los partidos.

## Entrega del trofeo
La entrega del premio se hace en la primera semana del mes siguiente al de la disputa de cada trofeo.

## Ganadores Trofeo GolT
| Temporada 2009/10  | Jugador         | País                 | Equipo             | Goles |
| ------------------ | --------------- | -------------------- | ------------------ | ----- |
| septiembre de 2009 | David Villa     | Bandera de España    | Valencia C. F.     | 6     |
| octubre de 2009    | Seydou Keita    | Bandera de Mali      | FC Barcelona       | 4     |
| noviembre de 2009  | Sergio Agüero   | Bandera de Argentina | Atlético de Madrid | 4     |
| diciembre de 2009  | Gonzalo Higuaín | Bandera de Argentina | Real Madrid C. F.  | 5     |
| enero de 2010      | Lionel Messi    | Bandera de Argentina | FC Barcelona       | 6     |
| febrero de 2010    | Gonzalo Higuaín | Bandera de Argentina | Real Madrid C. F.  | 5     |
| marzo de 2010      | Lionel Messi    | Bandera de Argentina | FC Barcelona       | 8     |
| abril de 2010      | Mohammed Tchité | Bandera de Burundi   | Real Racing Club   | 4     |
| mayo de 2010       | Lionel Messi    | Bandera de Argentina | FC Barcelona       | 7     |

| Temporada 2010/11  | Jugador           | País                 | Equipo            | Goles |
| ------------------ | ----------------- | -------------------- | ----------------- | ----- |
| septiembre de 2010 | Nilmar            | Bandera de Brasil    | Villarreal C.F.   | 4     |
| octubre de 2010    | Cristiano Ronaldo | Bandera de Portugal  | Real Madrid C. F. | 10    |
| noviembre de 2010  | Lionel Messi      | Bandera de Argentina | FC Barcelona      | 6     |
| diciembre de 2010  | Lionel Messi      | Bandera de Argentina | FC Barcelona      | 4     |
| enero de 2011      | Pedro             | Bandera de España    | FC Barcelona      | 6     |
| febrero de 2011    | Lionel Messi      | Bandera de Argentina | FC Barcelona      | 5     |